# Recommandation de l'Union européenne
Une recommandation de l'Union européenne, définie par l'article 288 du traité sur le fonctionnement de l'Union européenne (ancien article 249 du Traité établissant la communauté européenne), est l'un des deux types d'actes sans obligation légale (binding) cités par le TFUE, l’autre étant l’avis.
Les recommandations n'ont pas force de loi mais sont négociées et votées en suivant les procédures législatives de l'Union européenne. Les recommandations sont différentes des règlements, des directives et des décisions, en ce qu'elles ne sont pas légalement contraignantes pour les États membres. Bien que sans force de loi, elles ont un poids politique. Une recommandation est un instrument d'action indirecte permettant de préparer une législation dans les États membres, ne se différenciant d'une directive que par l'absence de la puissance de l'obligation.

## Marché commun
D'après les termes du traité de l'Union européenne, « En vue d'assurer le fonctionnement et le développement du marché commun, la Commission (...) formule des recommandations ou des avis sur les matières qui font l'objet du présent traité, si celui-ci le prévoit expressément ou si elle l'estime nécessaire ».
En fait, les recommandations peuvent être utilisées par la Commission pour démolir des législations nationales si elles peuvent être considérées comme des entraves à la compétition. Si un État membre ne se conforme pas à une recommandation, la Commission ne peut pas proposer l'adoption d'une directive destinée aux autres États membres contre cette distorsion.[réf. souhaitée]

## Effets
Les recommandations de l'Union européenne ne lient pas. Elles produisent tout de même des effets juridiques que ne produisant pas les autres actes non contraignants:
Les effets juridiques produits dans l'Union Européenne par ces recommandations sont de différentes natures: les attentes suscitées et la confiance légitime, le rôle interprétatif et le fait que la possible création d'un ensemble de règles parallèles qui préemptent le processus législatif et ont donc un impact sur l’équilibre institutionnel.
Les effets juridiques produits dans les États membres par ces recommandations sont aussi de différentes natures:
- devoir de prise en considération pour l'interprétation la législation nationale par les juges nationaux
- devoir de coopération loyale et sincère au sein de l’Union selon l’article 4, paragraphe 3 du traité de l'Union européenne
- un renvoi préjudiciel en interprétation d’une recommandation était possible, selon l'arrêt Grimaldi

## Sources

## Compléments